# Fond Berange
Fond Berange ist eine Siedlung im Quarter (Distrikt) Laborie im Süden des Inselstaates St. Lucia in der Karibik. 2015 hatte der Ort 164 Einwohner.

## Geographie
Die Siedlung liegt im Süden der Insel im Hinterland bei Saltibus. Im Umkreis liegen die Siedlungen La Haut (N), Banse La Grace (O), Olibo (SO), Annus (S), Getrine und Giraud (W).

## Klima
Nach dem Köppen-Geiger-System zeichnet sich Fond Berange durch ein tropisches Klima mit der Kurzbezeichnung Af aus.